# Riziculture en Haïti
Le riz est un élément important dans la culture haïtienne.

## Histoire
Pendant des siècles, Haïti produit suffisamment de riz pour nourrir sa propre population. 
À la fin du XXe siècle, les États-Unis contraignent Haïti à ouvrir son marché afin de pouvoir y vendre leurs produits agricoles. Le riz américain submerge alors le marché local et étouffe la production nationale.

## Production
Il existe deux systèmes de production du riz: les superficies irriguées ou superficies de plaines (environ 15 000 hectares) et les superficies non irriguées ou superficies de montagnes